# Bushnell (Illinois)
Bushnell és una ciutat dels Estats Units a l'estat d'Illinois. Segons el cens del 2000 tenia 3.221 habitants.

## Demografia
Segons el cens del 2000, Bushnell tenia 3.221 habitants, 1.323 habitatges, i 889 famílies. La densitat de població era de 606,7 habitants/km².
Dels 1.323 habitatges en un 29,8% hi vivien nens de menys de 18 anys, en un 52,9% hi vivien parelles casades, en un 10% dones solteres, i en un 32,8% no eren unitats familiars. En el 27,7% dels habitatges hi vivien persones soles el 15,3% de les quals corresponia a persones de 65 anys o més que vivien soles. El nombre mitjà de persones vivint en cada habitatge era de 2,43 i el nombre mitjà de persones que vivien en cada família era de 2,94.
Per edats la població es repartia de la següent manera: un 24,9% tenia menys de 18 anys, un 9% entre 18 i 24, un 26,4% entre 25 i 44, un 22% de 45 a 60 i un 17,8% 65 anys o més.
L'edat mediana era de 37 anys. Per cada 100 dones de 18 o més anys hi havia 91,8 homes.
La renda mediana per habitatge era de 30.482 $ i la renda mediana per família de 38.450 $. Els homes tenien una renda mediana de 27.266 $ mentre que les dones 18.583 $. La renda per capita de la població era de 17.263 $. Aproximadament el 12,2% de les famílies i el 17% de la població estaven per davall del llindar de pobresa.

## Poblacions properes
El següent diagrama mostra les poblacions més properes.